# Air Combat
Air Combat, chamado no Japão de Ace Combat (エースコンバット, Ēsu Konbatto), é um jogo eletrônico de simulação de combate aéreo desenvolvido e publicado pela Namco. É o primeiro título da série Ace Combat e foi lançado exclusivamente para PlayStation em junho de 1995 no Japão, setembro na América do Norte e outubro na Europa. A jogabilidade é apresentada em um formato mais arcade, com o jogador podendo controlar até dezesseis aeronaves de combate diferentes em dezessete missões com objetivos variados, que incluem proteger uma base de ataque inimigo, interceptar um esquadrão de aeronaves oponentes e afundar um navio de guerra. A história acompanha um esquadrão mercenário encarregado de acabar com um grupo rebelde.
Air Combat originalmente seria uma conversão de um título de arcade, porém a equipe decidiu criar um jogo do zero por o PlayStation não ser poderoso o bastante. Ele foi um sucesso comercial e vendeu mais de 2,23 milhões de unidades, tornando-se o terceiro título mais vendido da franquia. As opiniões sobre o jogo foram em geral positivas, com os críticos principalmente elogiando sua jogabilidade e o quão "viciante" ela poderia se tornar, enquanto o maior ponto negativo destacado foram seus gráficos, que foram considerados ruins e de qualidade inferior a outros títulos do PlayStation. O sucesso de Air Combat estabeleceu a franquia Ace Combat, que tornaria-se uma das de maior sucesso para a Namco e depois sua sucessora Bandai Namco.

## Jogabilidade

A jogabilidade de Air Combat, mostrando os elementos do HUD e o jogador enfrentando uma aeronave inimiga

Air Combat é um jogo eletrônico de simulação de combate aéreo. É apresentado em um formato mais um arcade, em contraste com outros simuladores de voo. O jogador pode controlar uma de até dezesseis aeronaves de combate diferentes, incluindo o F-4 Phantom II, Su-27 e F-117 Nighthawk. Há dezessete missões com objetivos variados que precisam ser realizados, incluindo a destruição de esquadrões de aeronaves oponentes, a proteção de uma base aliada de fogo inimigo ou afundar um navio de guerra. A finalização dessas missões recompensa o jogador com dinheiro que pode ser usado na compra de novos aviões para seu hangar pessoal.
A capacidade de permitir que um ala acompanhe o jogador é desbloqueada a partir da quarta missão, com ele proporcionando suporte adicional e auxílio para a realização dos objetivos. Alas adicionais podem ser contratados ao ganhar mais dinheiro em combate. A progressão é totalmente linear. Os jogadores também podem desbloquear novas aeronaves e minijogos especiais pela realização de objetivos específicos no decorrer da campanha. Há duas opções de câmera disponíveis, uma em primeira e outra em terceira pessoa, que podem ser trocadas pelo jogador. Além da campanha um jogador, também há um modo multijogador em tela dividida, em que os dois jogadores tentam abater um ao outro da maneira mais rápida possível.

## Enredo
Uma força rebelde bem armada se insurgiu e rapidamente derrubou o governo local em um golpe de estado. Tentativas de contra-ataque por parte das forças lealistas foram repetidas vezes rechaçadas por ataques surpresa rebeldes, impedindo assim qualquer chance de retaliação. O governo recorre à contratação do mercenário Esquadrão Scarface, liderado pelo ás Phoenix. Eles iniciam uma série de missões pelo país, atacando locais controlados pelos rebeldes e libertando cidades e portos.
Os mercenários acabam lentamente enfraquecendo as forças inimigas, lhes permitindo lançar um ataque contra a fortaleza rebelde localizada na Ilha Escorpião. Eles conseguem destruir sua base aérea e sua principal ponte de ligação com o continente. Entretanto, as forças lealistas descobrem que os rebeldes ainda possuem uma enorme base voadora rumando em direção do território aliado. O Esquadrão Scarface consegue interceptar a fortaleza e abatê-la sobre o mar, acabando com a insurreição rebelde.

## Desenvolvimento
Air Combat teve seu desenvolvimento liderado pelo projetista Masanori Kato e pelo produtor Kazumi Mizuno. Os dois foram encarregados pela Namco de criarem uma conversão do título de arcade Air Combat para o então recém lançado console doméstico PlayStation. O jogo de arcade tinha sido lançado em 1993 para o Sistema 21 da Namco e fora bem recebido pela imprensa por seus gráficos tridimensionais e capacidades tecnológicas. A equipe enfrentou muitos problemas durante os estágios iniciais de desenvolvimento da versão para console, principalmente porque o PlayStation não era poderoso o suficiente para igualar a performance de gabinetes de arcade, além do fato de que boa parte dos desenvolvedores não tinha conhecimento sobre aeronaves. A equipe então decidiu descartar a conversão e criar um novo jogo no seu lugar, apesar deste compartilhar muitas similaridades e ideias do título de arcade. Kato acreditou que essa decisão permitiu que os desenvolvedores "voltassem para o básico de serem criadores profissionais" e criassem experiências divertidas para os jogadores. O projetista Asahi Higashiyama achou que o PlayStation apresentava mais potencial para simuladores de combates aéreos.
O jogo foi lançado no Japão em 30 de junho de 1995. Air Combat estreou na América do Norte em 9 de setembro do mesmo ano como um dos títulos de lançamento do PlayStation, enquanto na Europa ele foi publicado pela Sony Computer Entertainment Europe e lançado em 13 de outubro. Air Combat foi relançado no Japão em 9 de agosto de 1996 sob o selo The Best da Sony. Uma versão para celulares estreou exclusivamente no Japão em 23 de agosto de 2005 por meio da provedora EZweb.

## Recepção
Air Combat foi bem recebido pela crítica e foi um sucesso comercial para a Namco. No Japão, ele vendeu mais de 246 mil cópias apenas durante sua primeira semana, chegando em quase seiscentas mil unidades no total. Mundialmente, o título vendeu mais de 2,23 milhões de cópias, fazendo dele o terceiro jogo mais bem vendido da série Ace Combat, atrás de Ace Combat 7: Skies Unknown e Ace Combat 04: Shattered Skies. A revista Famitsu lhe deu o prêmio "Hall da Fama Prateado" depois de seu lançamento, enquanto a revista Electronic Gaming Monthly o escolheu como o "Melhor Simulador de Voo" de 1995.
A jogabilidade foi elogiada. A GameFan o descreveu como "facilmente, o simulador de voo definitivo". A IGN o comparou favoravelmente com Warhawk, gostando da jogabilidade por ser cheia de ação; comentários também feitos por Michael House da AllGame e pela Coming Soon. House gostou do quão viciante era a jogabilidade e da duração da campanha. A Famitsu afirmou que era divertido e tinha muita variação e ação, porém sentiu que poderiam existir níveis adicionais. Air Hendrix da GamePro comentou que o jogo começava devagar, mas ficava divertido depois, escrevendo que jogadores pacientes iriam "gradualmente se acostumar com a jogabilidade". A Next Generation argumentou que Air Combat não ficava bem em comparação com outros títulos, dizendo que era um simulador de voo decente, mas não tão divertido quanto seus competidores. Os controles também foram elogiados, com a Coming Soon e a Famitsu comentando que estavam entre os mais realistas para simuladores de voo em consoles. Air Combat também recebeu elogios por suas cutscenes, efeitos sonoros, e desbloqueáveis.
Os gráficos e apresentação foram criticados, com os críticos considerando-os de baixa qualidade comparado a contemporâneos. House ficou confuso por isto, pois considerou que os outros jogos da Namco para o PlayStation tinham todos gráficos de grande qualidade. A IGN escreveu que os gráficos eram o ponto mais fraco do título, junto com a má apresentação, criticando-os por tremeluzirem constantemente. Air Hendrix da GamePro sentiu que os visuais eram fracos e pouco interessantes. Por outro lado, a GameFan e Coming Soon os elogiaram por seus detalhes e realismo. A Famitsu também achou que os gráficos eram o ponto mais fraco de Air Combat, argumentando que seu predecessor nos arcades, o gabinete Air Combat 22, possuía visuais melhores. Os críticos elogiaram a variedade das missões nas fases posteriores por não repetirem objetivos anteriormente estabelecidos. House e a Famitsu particularmente acharam que isso permitia que o jogo fosse jogado repetidas vezes. Hendrix achou que as missões eram "polidas", porém as primeiras eram chatas. A trilha sonora também foi elogiada, com House a elencando como um dos melhores elementos do jogo.

## Legado

Logo da franquia Ace Combat, usado desde Ace Combat 5: The Unsung War de 2004

Air Combat deu origem a uma das franquias de maior sucesso da Namco, que acabou mantendo o nome japonês Ace Combat em todas as regiões do mundo. Sua primeira sequência foi Ace Combat 2 em 1997, que introduziu novos aviões, missões e elementos de jogabilidade. Foi sucedido pelo futurista Ace Combat 3: Electrosphere em 1999, que empregava ramificações da história influenciadas por decisões dos jogadores. Depois veio Ace Combat 04: Shattered Skies de 2001 e Ace Combat 5: The Unsung War em 2004, tendo sido este o último jogo da franquia desenvolvido pela Namco. A recém formada Namco Bandai Games, depois Bandai Namco Entertainment, lançou Ace Combat Zero: The Belkan War em 2006 e Ace Combat 6: Fires of Liberation em 2007, o primeiro jogo da franquia a conter um modo multijogador online e conteúdos para download. Ace Combat 7: Skies Unknown foi lançado em 2019, o primeiro a conter suporte para realidade virtual.
Vários derivados também foram desenvolvidos. O primeiro foi Ace Combat Advance em 2005 para o Game Boy Advance. No ano seguinte estreou Ace Combat X: Skies of Deception para o PlayStation Portable, que também possuía um modo multijogador. Uma prequela intitulada Ace Combat Xi: Skies of Incursion foi publicada para celulares iOS em 2009. Um novo título para o PlayStation Portable veio em 2010, Ace Combat: Joint Assault. No ano seguinte estreou Ace Combat: Assault Horizon, seguido por Ace Combat: Assault Horizon Legacy em 2012; apesar do título, este não tem relação com Assault Horizon e é uma recriação de Ace Combat 2. Por fim, em 2014 foi lançado Ace Combat Infinity, um título gratuito e totalmente online exclusivo para o PlayStation 3. Os servidores de Infinity foram encerrados em março de 2018.